# 坦森 (尼泊爾)
坦森是尼泊爾的市鎮，位於該國中南部，由藍毗尼省負責管轄，面積21.72平方公里，海拔高度1,350米，鎮上的醫院在2010年有160張床位，2011年人口29,095。

坦森
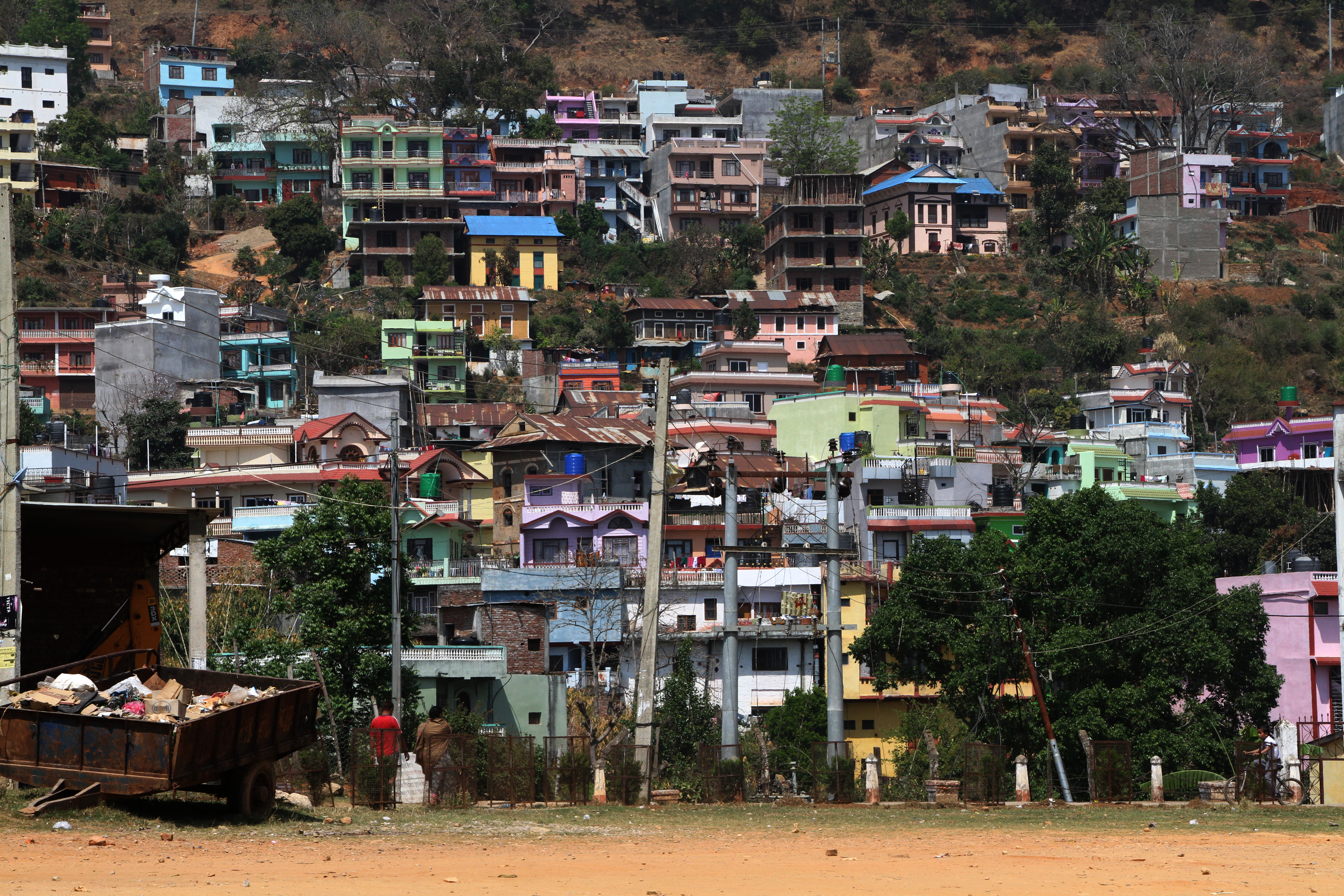
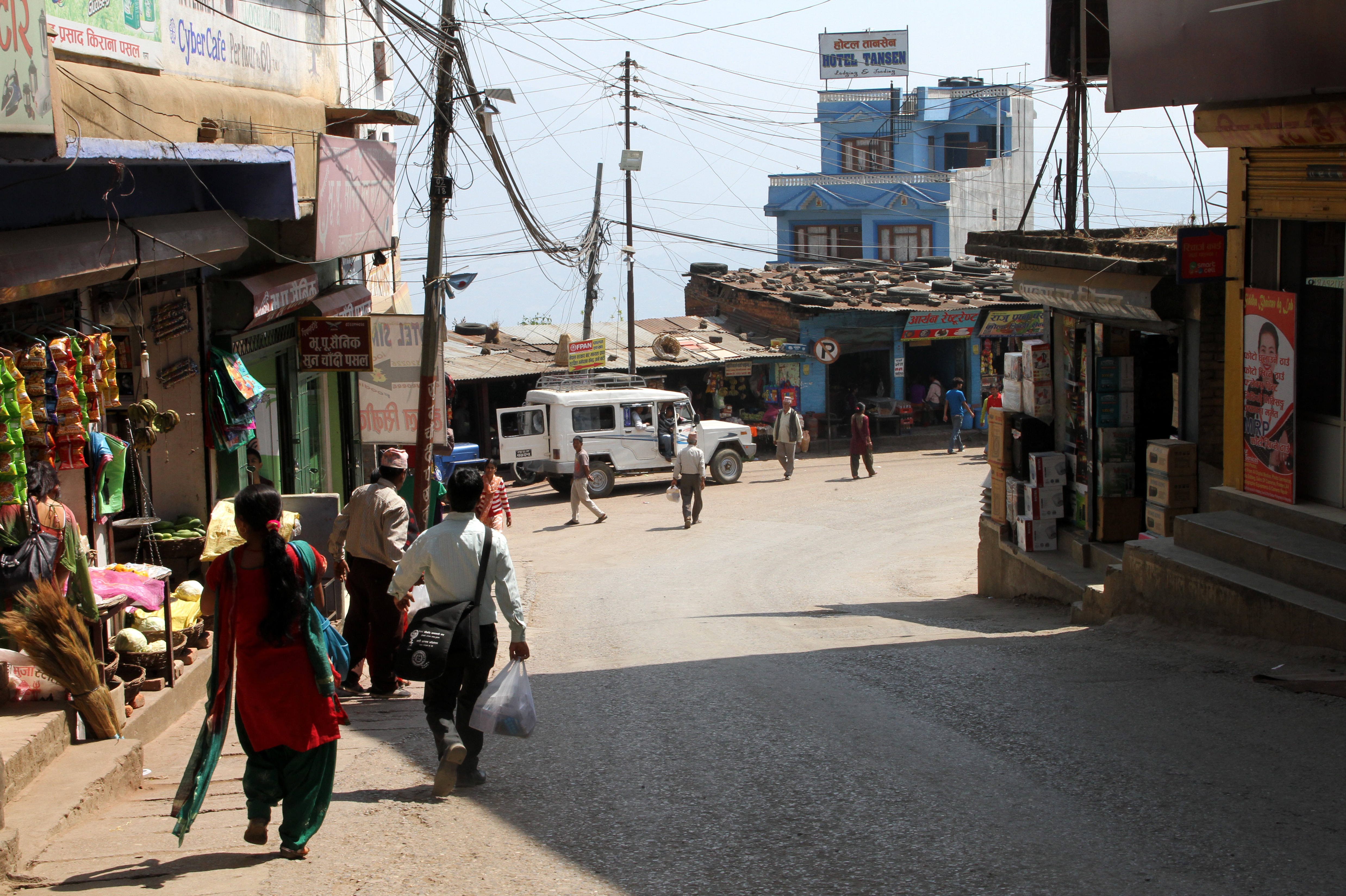
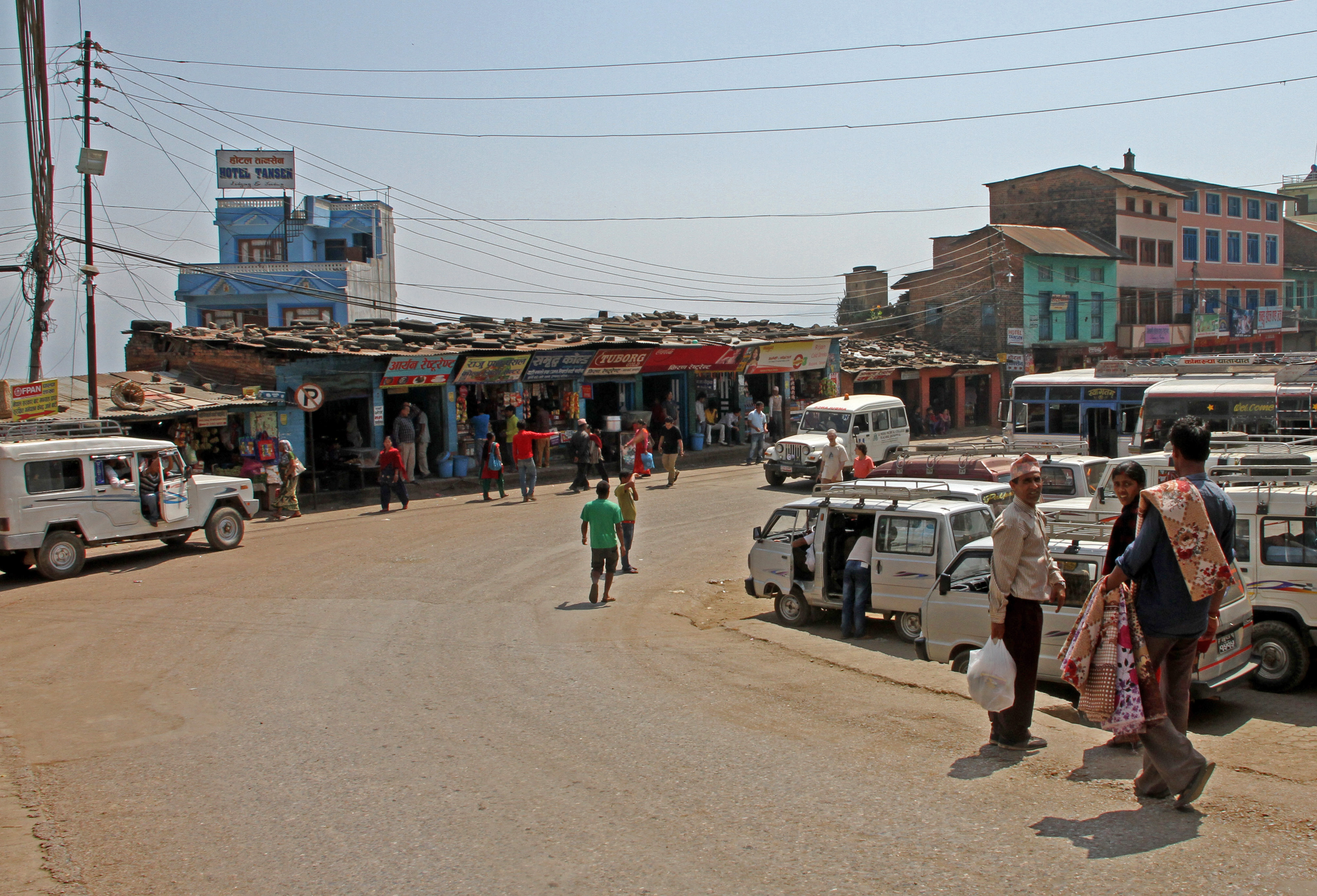
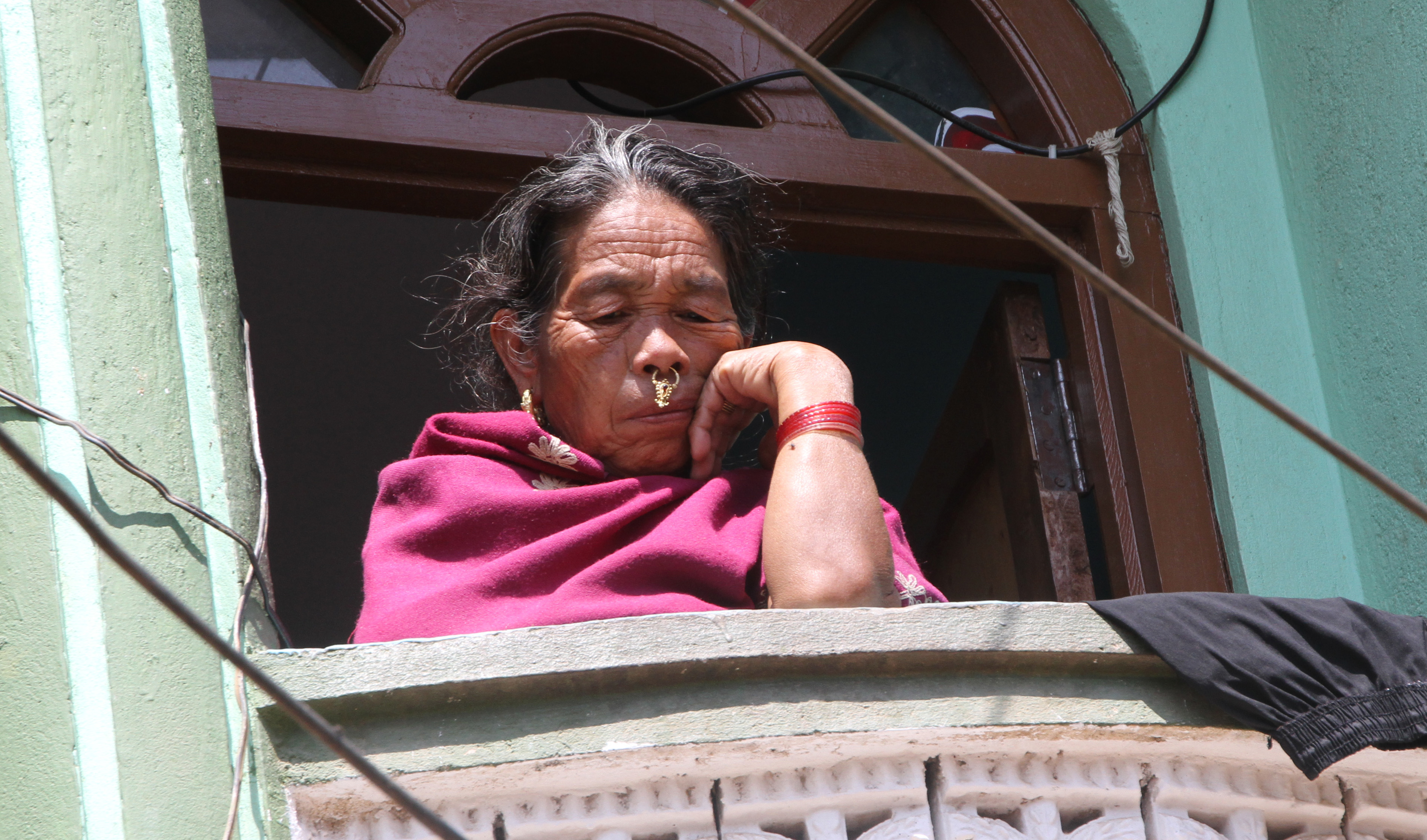
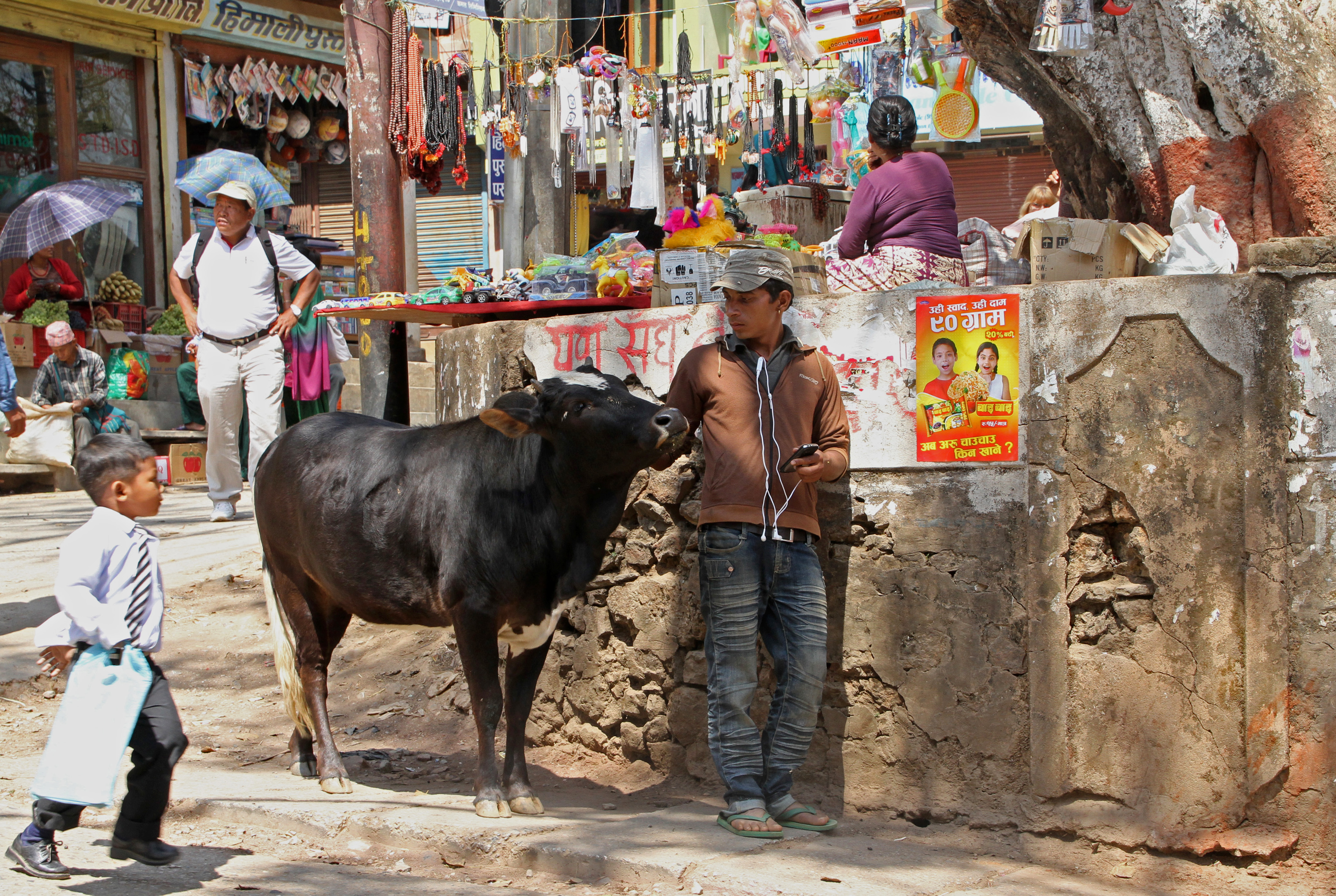
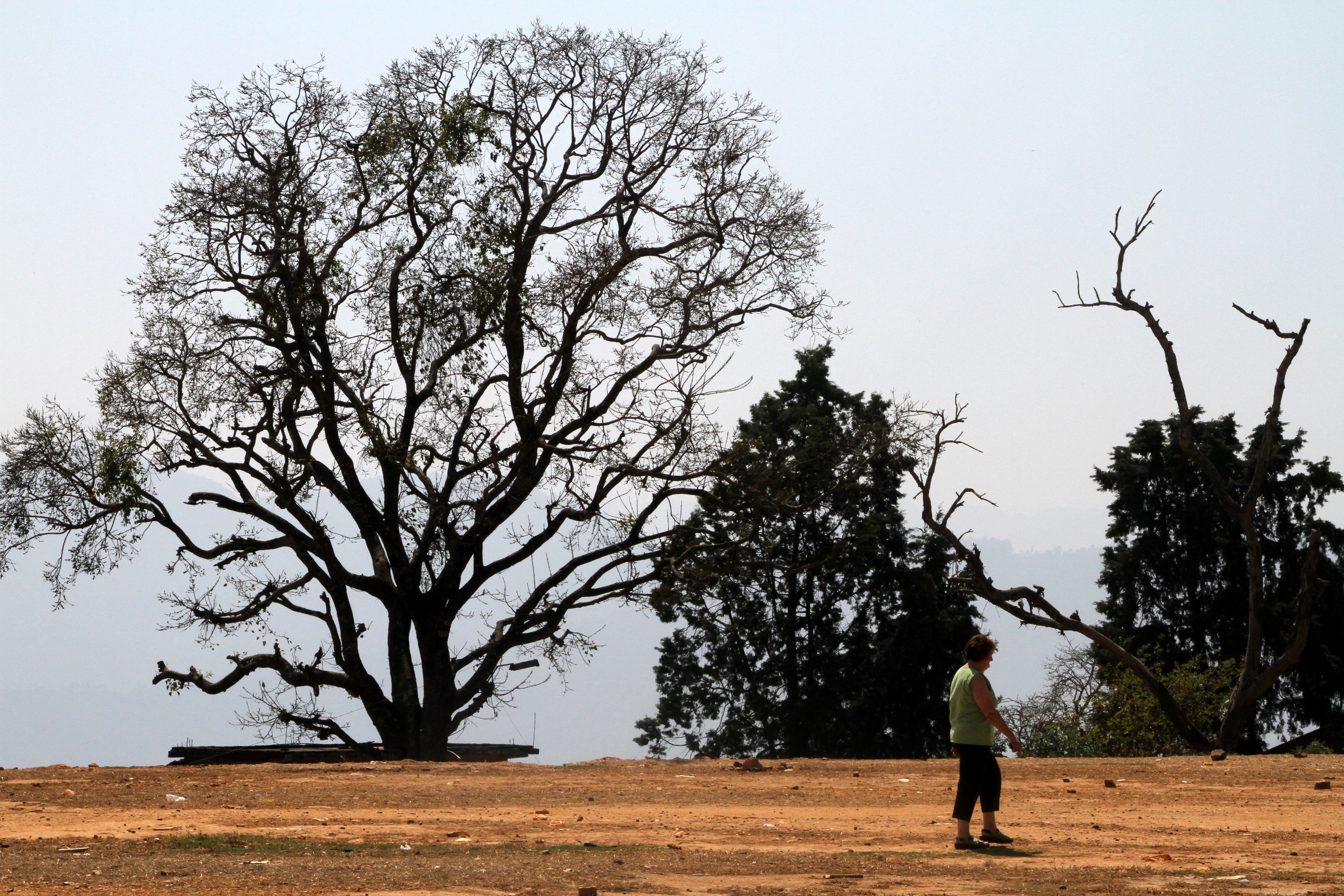

## 外部連結
- travel guide（页面存档备份，存于）
- travel guide
- United Mission Hospital, Tansen, Nepal（页面存档备份，存于）